# 伏見屋ホールディングス
株式会社伏見屋（ふしみや）は、秋田県仙北市にある企業。

## 概要
2009年、持株会社化と共に会社分割を行い、子会社が秋田県内で酒のビッグバンなどを展開している。近年は相継ぐM&Aで商圏を拡大している。

## 沿革
1995年に酒類販売業として設立。「酒のビッグバン」の名称で秋田県内において店舗網を構築。酒類ディスカウンターとして成長を遂げる。2005年には北秋田市のホームセンター「ベル」を買収。
2008年2月29日に主業である酒販販売の売り上げが鈍化する中、新たな成長を見越しマルホンマートやマルホンカウボーイを運営する本間物産の株式53.85%を親会社であったカウボーイ（本社：北海道札幌市）から取得し子会社化した。これによって食品販売も手掛ける体制とし、ノウハウを蓄積した。
2009年に持株会社に移行した上、新設事業会社の株式会社伏見屋を設立。更に同年、宮城県仙台市の食品スーパーサンマリを東京の投資会社のシグマ・ゲインから全株式を取得し傘下とした。
2010年4月30日に子会社であるサンマリが栃木県宇都宮市の食品スーパーであるフレールの全株式を親会社であったフレッセイから取得。傘下とし首都圏に進出を果たした。
2011年7月に民事再生手続き中の食品スーパー・モリヤを営業譲渡され、同社の受け皿として仙台物産を設立した。
2012年1月に同じく民事再生手続き中の食品スーパー・「三河屋｣を展開する、株式会社三河屋コーポレーション（東京都葛飾区）を同年3月に取得することを発表。また同年3月21日には、千葉県千葉市が地盤の食品スーパーであるトップマートの全株式を取得し子会社化すると発表。
2015年4月1日付で、サンマリが仙台物産とフレールの2社を吸収合併。併せて秋田県内にある伏見屋の店舗のうちのビッグバン2店（仙北市と由利本荘市の各1店舗）の運営を継承した。
2016年9月1日にサンマリが運営する「トップマート」の栃木県内3店舗（旧フレール）をたいらやに譲渡し、栃木県内から撤退している。
2017年3月31日に株式会社ベル(秋田県北秋田市)を吸収合併した。
2019年10月23日に株式会社三河屋コーポレーションを吸収合併した。
2024年1月1日に株式会社サンマリ(宮城県仙台市宮城野区)を吸収合併した。
2024年12月5日、クスリのアオキと事業譲渡契約を締結。伏見屋、本間物産、トップマート、LogiPlanning 仙台が展開するスーパーマーケット46 店舗を2025年2月28日付で譲渡する。